# Skotská plemena zvířat

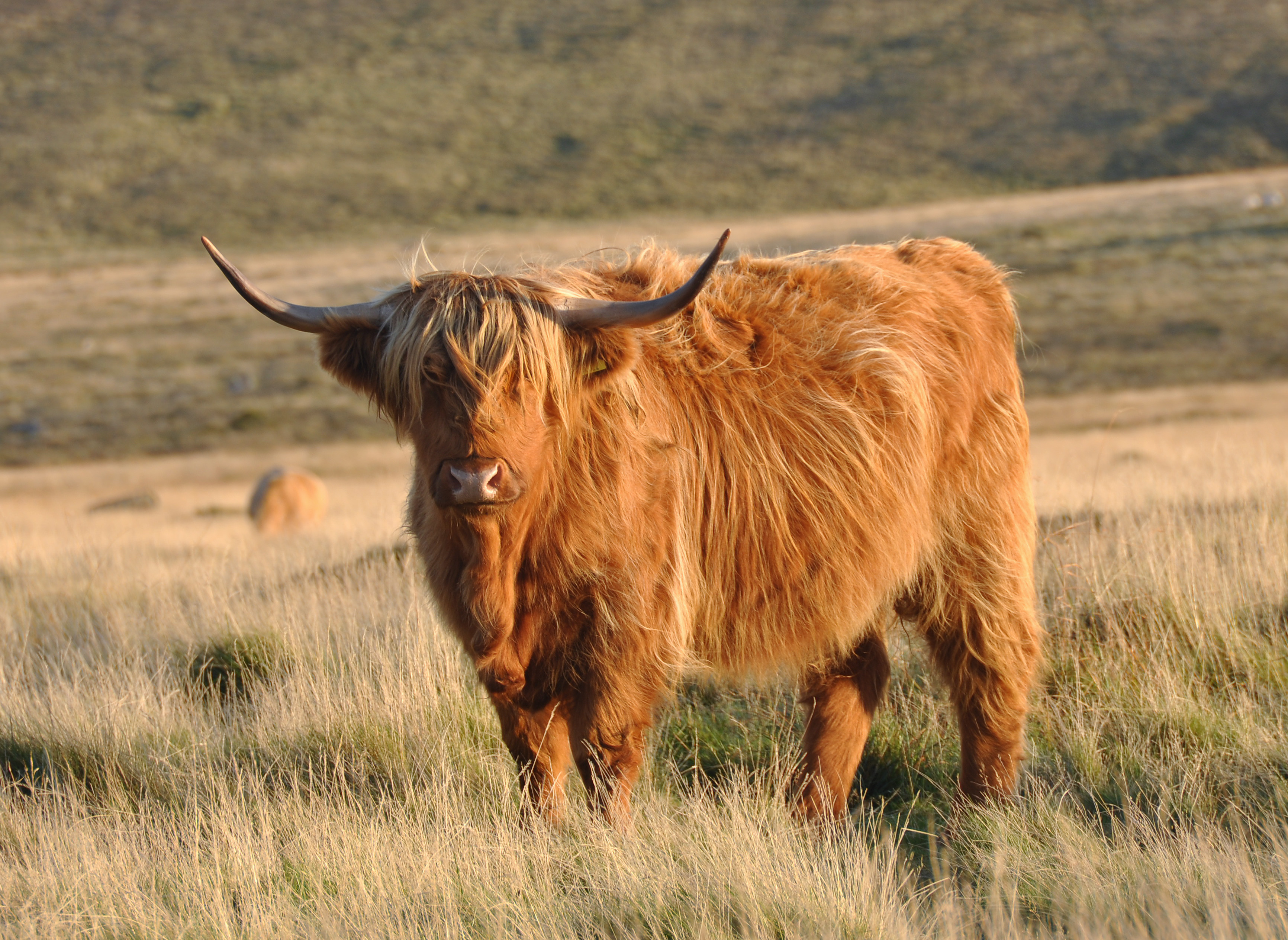
Skotský náhorní skot

Skotsko je domovem několika nejstarších plemen domácích zvířat, která se zachovala dodnes. Nejstarším plemenem je soayská ovce, která je prehistorického původu, nebo gallowayský skot známý již z 8.-12. století. Nejmladším plemenem je skotská klapouchá kočka oficiálně registrována v roce 1961.
Některá plemena, např. shetlandský pony nebo border kolie se chovají po celém světe, jiné plemena jako např. shetlandská husa nebo skotská krátkonožka se chovají pouze vzácně i ve Skotsku.
Ovce z ostrova North Ronaldsay je výjimečné plemeno ovce, které se živí především mořskými chaluhami.
Mnoho psů má původ ve Skotsku, nejméně 5 plemen je z ostrova Skye. Relativní izolace mnohých skotských ostrovů napomohla vzniku mnohých plemen.

## Existující plemena

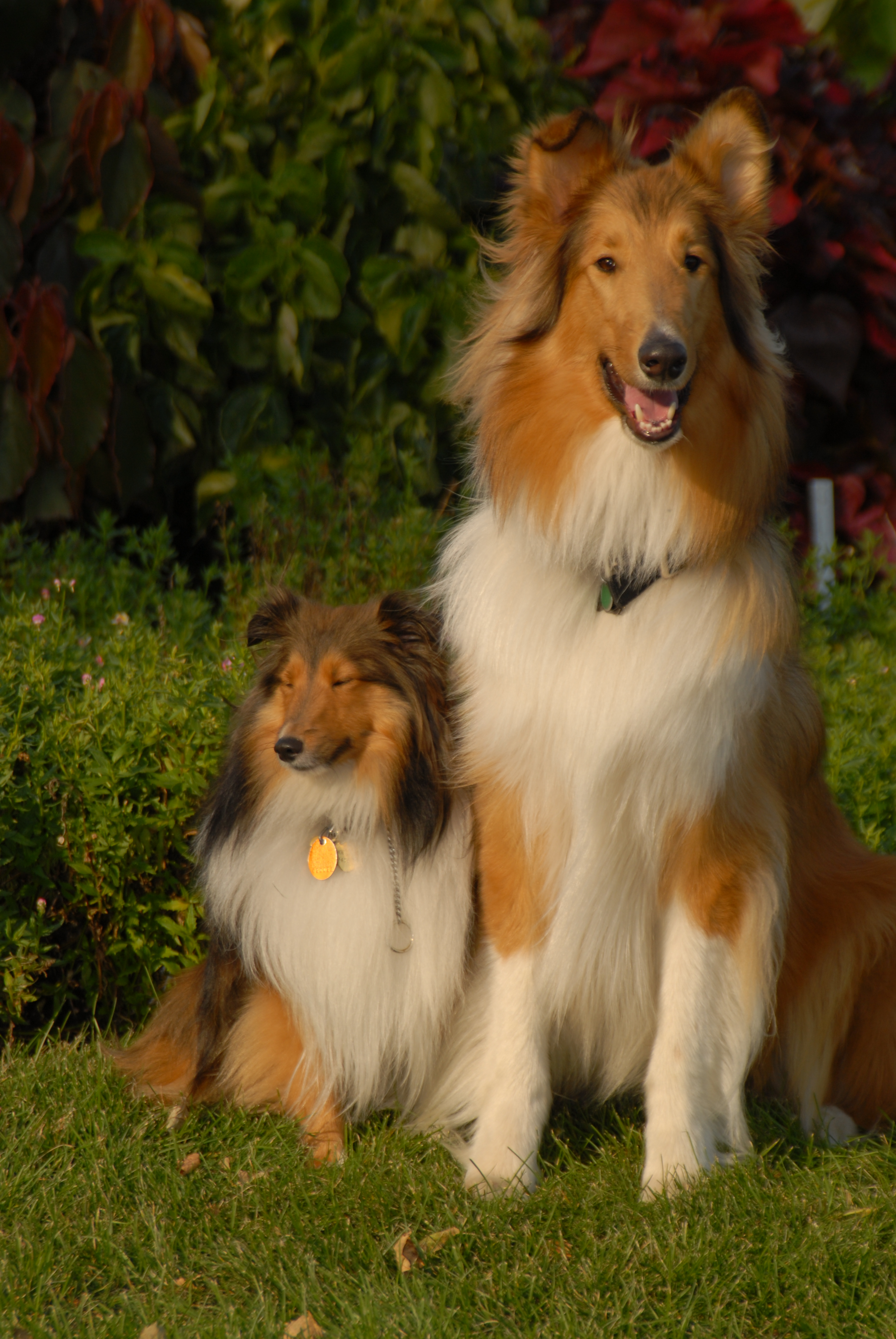
Sheltie (vlevo) a kolie dlouhosrstá (vpravo)

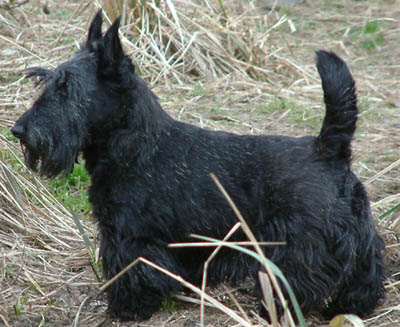
Skotský teriér

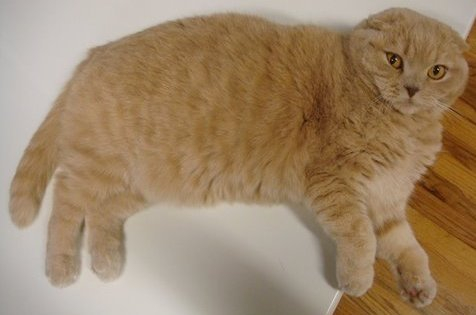
Skotská klapouchá kočka

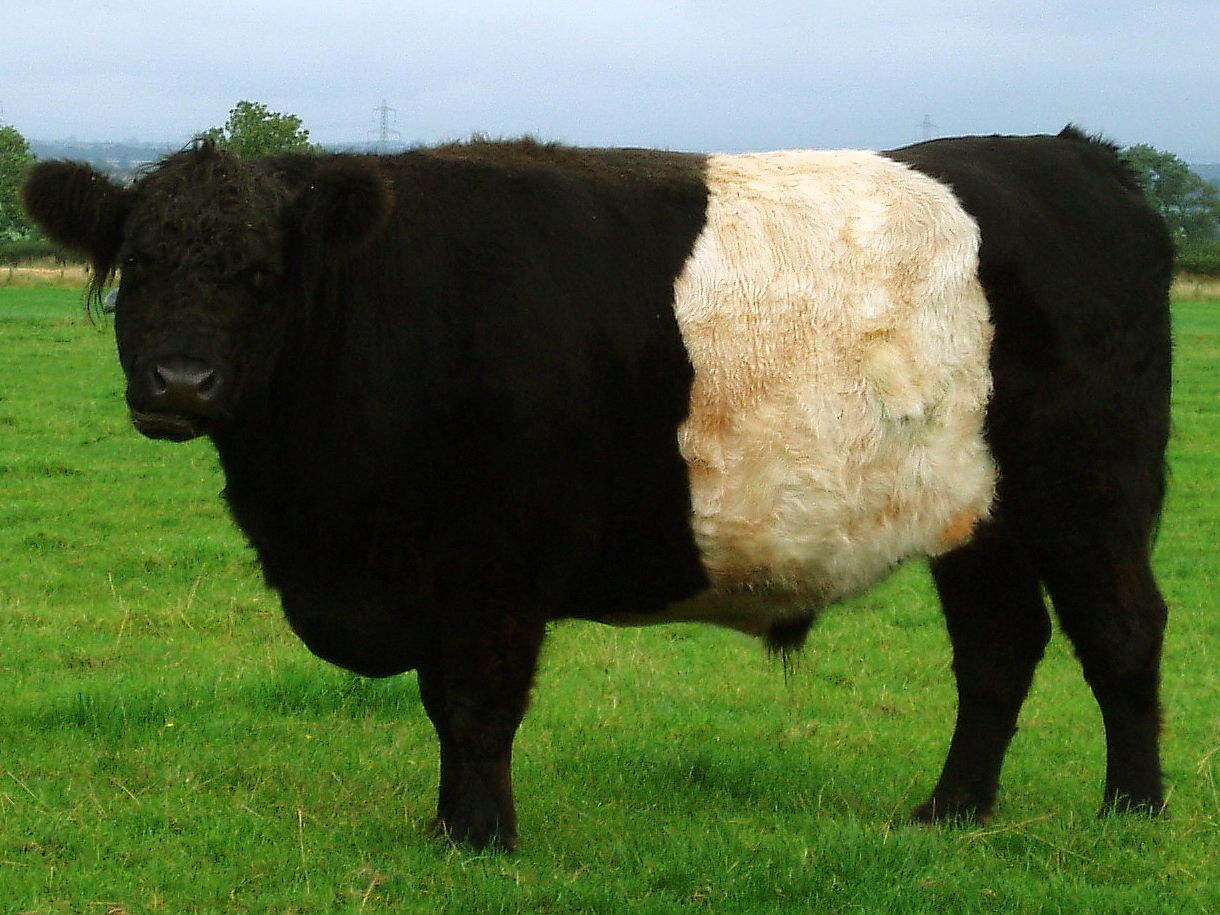
Gallowayský skot - pásaný ráz

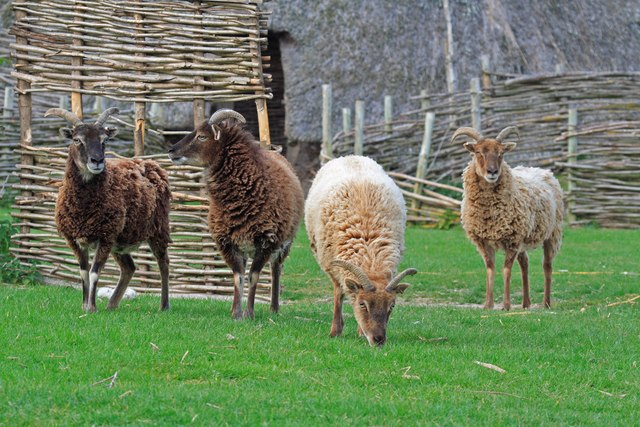
Soayská ovce

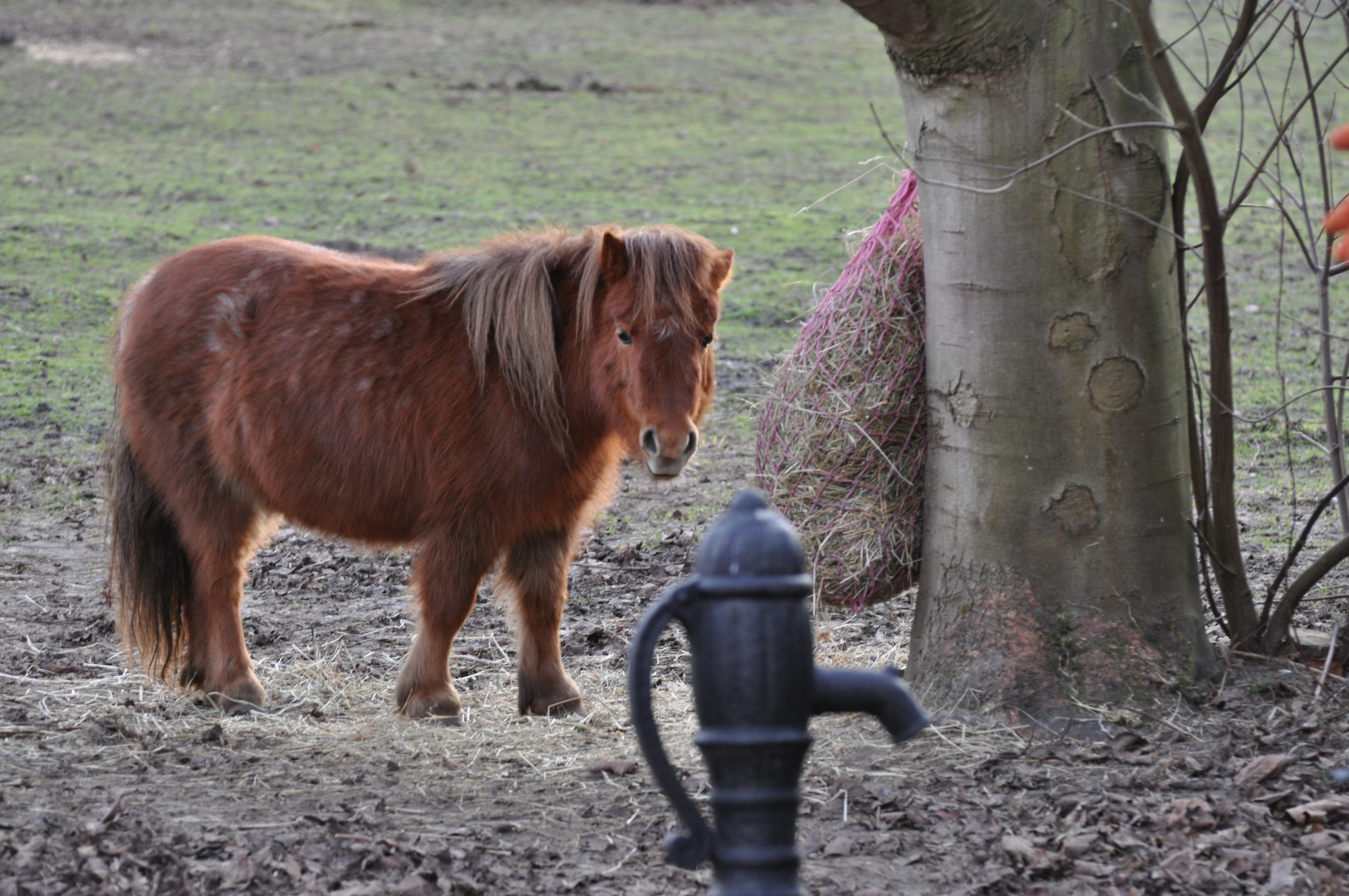
Shetlandský pony

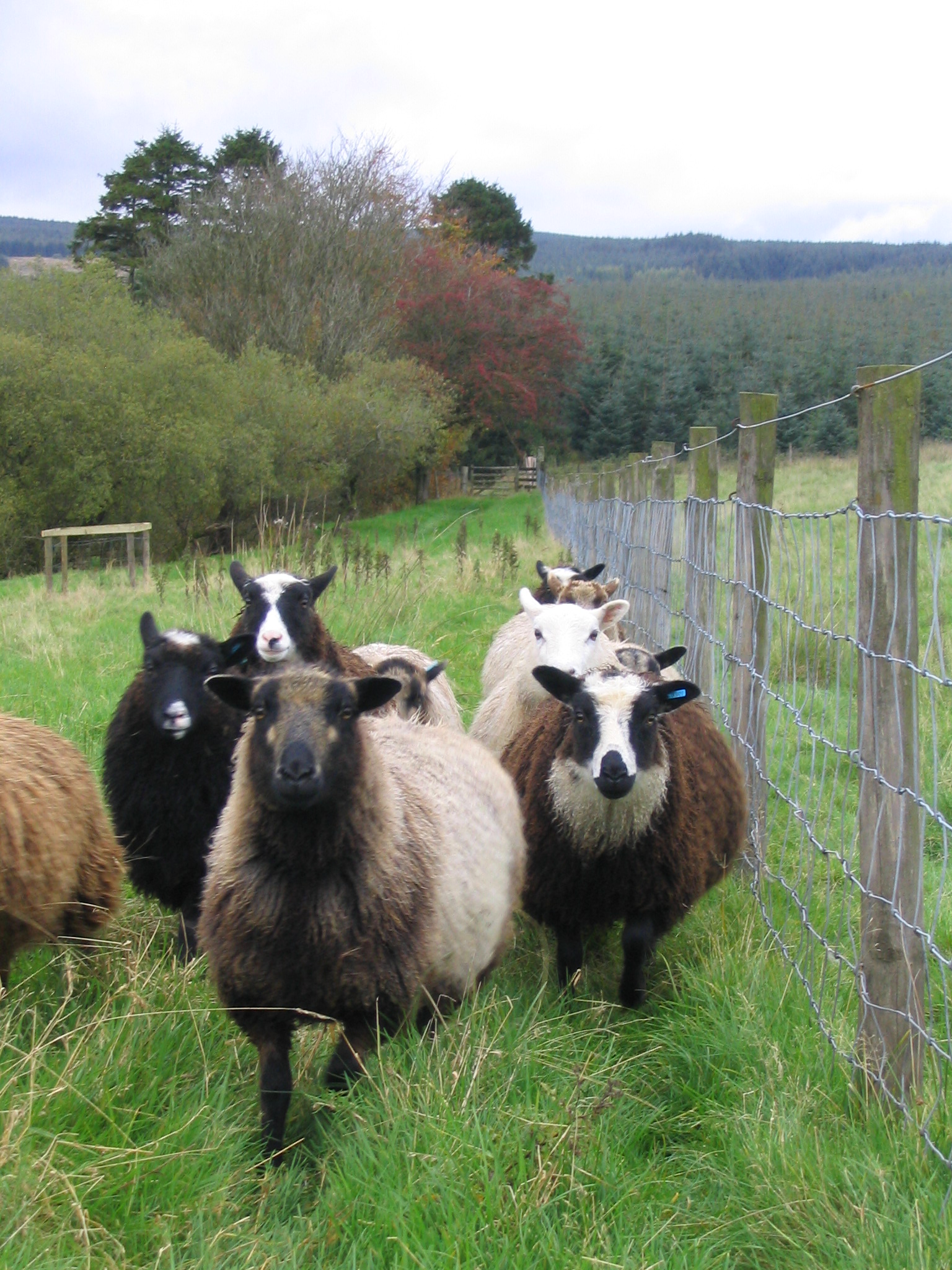
Shetlandské ovce

| Plemeno                                   | Druh    | Období vzniku                         | Místo vzniku                                                                        | Dnešní výskyt                                       |
| ----------------------------------------- | ------- | ------------------------------------- | ----------------------------------------------------------------------------------- | --------------------------------------------------- |
| skotská klapouchá kočka                   | kočka   | 1961                                  | Coupar Angus                                                                        | vzácné                                              |
| shetlandská kočka                         | kočka   | 700–1100                              | Shetlandy                                                                           | v nebezpečí                                         |
| angusský skot                             | skot    | 18. století                           | Angus                                                                               | běžné                                               |
| ayrshirský skot                           | skot    | před 1800                             | Ayrshire                                                                            | běžné                                               |
| gallowayský skot pásaný                   | skot    | 17–18. století                        | Galloway                                                                            | vzácné                                              |
| gallowayský skot                          | skot    | 700–1100                              | Galloway                                                                            | rozšířené                                           |
| skotský náhorní skot                      | skot    | do 19. století                        | West Highlands                                                                      | rozšířené                                           |
| luingský skot                             | skot    | po roku 1947                          | Luing                                                                               | rozšířené                                           |
| skotská krátkonožka                       | slepice | 11. století                           | Highlands                                                                           | vzácné                                              |
| skotská šedá slepice                      | slepice | 16. století                           | Lanarkshire                                                                         | vzácné                                              |
| bearded kolie                             | pes     | 16. století?                          | Scottish Borders?                                                                   | běžné                                               |
| border kolie                              | pes     | do 19. století                        | asi Scottish Borders                                                                | běžné                                               |
| border teriér                             | pes     | cca 1790                              | Scottish Borders                                                                    | běžné                                               |
| cairn teriér                              | pes     | 16. století–19. století.              | Skye                                                                                | běžné                                               |
| dandie dinmont teriér                     | pes     | střed 18. století nebo dřív           | Skye a Scottish Borders                                                             | vzácné                                              |
| zlatý retrívr                             | pes     | 19. století                           | Glen Affric                                                                         | běžné                                               |
| gordonsetr                                | pes     | cca 1820                              | Moray                                                                               | chováno ve Velké Británii a USA                     |
| kolie dlouhosrstá a kolie krátkosrstá     | pes     | 19. století                           | Anglie, částečně použita kolie ze Skotska.                                          | běžné                                               |
| skotský teriér                            | pes     | 16. století–19. století               | Skye                                                                                | běžné                                               |
| deerhound                                 | pes     | 16. století nebo dřív                 | asi Scottish Highlands                                                              | chováno ve Velké Británii a USA                     |
| sheltie                                   | pes     | 1700                                  | Anglie, částečně použitý pastevecký pes ze Shetlandy, který je nyní vymřelý.        | [ 25 ] [ 26 ]                                       |
| skye teriér                               | pes     | do 1588                               | Skye                                                                                | zranitelné domácí plemeno                           |
| west highland white teriér nebo westie    | pes     | střed 19. století                     | Skye a Argyll                                                                       | běžné                                               |
| shetlandská husa                          | husa    | ?                                     | Shetlandy                                                                           | chováno ve Velké Británii a USA - kriticky ohrožené |
| clydesdalský kůň                          | kůň     | střed 18. století                     | Clydesdale                                                                          | v nebezpečí                                         |
| eriskayský pony                           | kůň     |                                       | Hebridy                                                                             | kriticky ohrožené                                   |
| highlandský pony                          | kůň     | 16. století                           | Highlands and Islands                                                               | v nebezpečí                                         |
| shetlandský pony                          | kůň     | "Před více než 2000 lety nebo dřív.". | Shetlandy                                                                           | běžné                                               |
| borerayský ovce nebo hebridská černohlavá | ovce    | cca 1930                              | St. Kilda (Skotsko)                                                                 | kriticky ohrožené                                   |
| castlemilk moorit                         | ovce    | cca 1900                              | Dumfriesshire, ze starších skotských plemen včetně soayské ovce a shetlandské ovce. | kriticky ohrožené                                   |
| cheviotská ovce                           | ovce    | 14. století nebo dřív                 | Scottish Borders                                                                    | běžné                                               |
| hebridská ovce                            | ovce    | 19. století (doba železná)            | Cumbria, pravděpodobně z ovcí ze Hebridy                                            | vzácné                                              |
| north country cheviotská ovce             | ovce    | 18. století                           | Cheviot Hills, Caithness, Sutherland                                                | Velká Británie a Severní Amerika                    |
| North Ronaldsayská ovce                   | ovce    | doba železná                          | North Ronaldsay                                                                     | vzácné                                              |
| skotská černohlavá ovce                   | ovce    | 16. století?                          | Scottish Borders                                                                    | běžné                                               |
| shetlandská ovce                          | ovce    | doba železná                          | Shetlandy                                                                           | Velká Británie a Severní Amerika                    |
| soayská ovce                              | ovce    | neolit nebo doba bronzová             | St. Kilda (Skotsko)                                                                 | vzácné                                              |

## Vymřelá plemena
| Plemeno                                                | Druh  | Období vzniku         | Místo vzniku                       | Období vymřetí |
| ------------------------------------------------------ | ----- | --------------------- | ---------------------------------- | --- |
| paisley teriér nebo clydesdale teriér                  | pes   | 19. století           | Paisley, Clyde Valley              | 20. století |
| gallowayský pony                                       | kůň   | 16. století nebo dřív | Galloway                           | po 1901 |
| shetlandské prase, grice                               | prase | ?                     | Highlands and Islands (také Irsko) | cca 1930 |
| skotská hnědohlavá ovce nebo stará skotská krátkosrstá | ovce  | doba železná          | Highlands and Islands              | koncem 19. století (nástupní plemena: shetlandská ovce, borerayská ovce, North ronaldsayská ovce, hebridská ovce) |